# الجامعة الوطنية (اليمن)
تأسست الجامعة الوطنية عام 1994م، وهي عضو عامل في اتحاد الجامعات العربية، وفي اتحاد مجالس البحث العلمي العربي، وعضو اتحاد جامعات العالم الإسلامي وعضو مؤسس في اتحاد الجامعات الأهلية اليمنية ولها اتفاقيات تعاون وعلاقات أكاديمية مع عدد من الجامعات العريقة.

## الكليات والتخصصات
تتضمن الجامعة الكليات التالية:
- كلية العلوم والهندسة.
- كلية العلوم الطبية.
- كلية العلوم الإدارية.
- كلية العلوم الشرعية.
- كلية الحقوق.
- كلية الدراسات الإسلامية.
- كلية الآداب.

أما التخصصات المعتمدة في هذه الكليات فهي:
1. كلية العلوم والهندسة.

الدرجات العلمية:
تمنح الجامعة الوطنية درجة البكالوريوس في التخصصات الآتية:
1. هندسة الحاسوب: البرمجيات ونظم المعلومات، والشبكات الحاسوبية.
2. علوم الحاسوب.
3. هندسة نظم وتكنولوجيا المعلومات.
4. هندسة الشبكات.
5. تقنية المعلومات.
6. هندسة مدنية.
7. هندسة معمارية.
8. شريعة وقانون.

تمنح الجامعة الوطنية درجة الدبلوم في التخصصات الآتية:
1. هندسة الحاسوب .
2. برمجة الحاسوب.
3. صيانة حاسوب.
4. نظم المعلومات والشبكات.
5. تقنية المعلومات.
6. هندسة الشبكات.

### مركز التعلم عن بعد
يقدم التعلم عن بعد والتعليم المفتوح في الجامعة الوطنية عن طريق المركز والفروع ومكاتب التنسيق والارتباط التابعة له للطلاب الراغبين في مواصلة الدراسة والتحصيل الأكاديمي والتطوير الذاتي وهم يزاولون أعمالهم في أماكن إقامتهم. 
حيث يهدف البرنامج إلى مساعدة الطلاب على الارتقاء بمستوياتهم العلمية وتحسين كفاءاتهم الوظيفية مستفيدين من التطور التكنولوجي في مجال التواصل والاتصال الذي أزال الحواجز وتجاوز نظام التعليم التقليدي الذي ربما كان سبباً في عدم إكمال الدراسة لهذه الفئة من المجتمع الراغبة في بذل الوقت والجهد اللازمين للارتقاء والتحصيل؛ وتقديم الخدمات التعليمية لمن فاتتهم فرصة التعليم الجامعي لظروف خاصة قد تكون جغرافية أو اقتصادية أو اجتماعية.
يعمل المركز طبقاً للائحة الداخلية المنظمة لهذا النوع من التعليم والمقرة من وزارة التعليم العالي والبحث العلمي ويقدم خدماته للطلاب الملتحقين في المركز والمتمثلة في توفير المتطلبات والكتب اللازمة للمقررات الدراسية عبر الموقع الإلكتروني الخاص بالتعلم عن بعد لجميع التخصصات المختلفة. وتقديم محاضرات ولقاءات علمية بنسبة (30%) من مجموع الساعات المعتمدة لكل قسم.
كما يقوم المركز بالرد على استفسارات الطلاب والطالبات وإرشادهم في مجالات تخصصهم من خلال وسائل التواصل الحديثة المختلفة وبواسطة المشرفين الأكاديميين في الأقسام.
يحق للطلاب الراغبين بالتسجيل بنظام التعلم عن بعد الالتحاق بكليات الآداب أو العلوم الإدارية والمالية أو العلوم الشرعية والقانونية، بعد استيفاء شروط القبول بحسب اللوائح الخاصة بمركز التعلم عن بعد.